# 법무법인 덕수
법무법인 덕수는 대한민국의 로펌이다. 1971년 인권분야 전문 로펌으로 출범하였고 '덕수합동법률사무소'란 이름으로 문을 연 이래 대한민국 내 인권분야를 대변하였다.
가수 김성재의 의문사와 관련하여 약물 분석가에게 10억원대 손해배상 청구 소송을 맡았다.

## 같이 보기
- 이석태
- 진선미